# Leni
Leni là một đô thị ở tỉnh Messina trong vùng Sicilia của Italia, có vị trí cách khoảng 140 km northvề phía đông của Palermo vào khoảng 70 km về phía tây bắc của Messina. Tại thời điểm ngày 31 tháng 12 năm 2004, đô thị này có dân số 654 người và diện tích là 8,6 km².
Đô thị Leni có các frazioni (các đơn vị cấp dưới, chủ yếu là các làng) Rinella and Valdichiesa.
Leni giáp các đô thị: Malfa, Santa Marina Salina.